# Pawłosiów
Pour la commune, voir Pawłosiów (gmina).
Pawłosiów est une localité polonaise, siège de la gmina de Pawłosiów, située dans le powiat de Jarosław en voïvodie des Basses-Carpates.